# Isaac Kiese Thelin
Isaac Kiese Thelin (Örebro, 24 de junio de 1992) es un futbolista sueco que juega en la demarcación de delantero y se encuentra sin equipo tras abandonar el Malmö FF.

## Selección nacional
Tras jugar en la selección de fútbol sub-17 de Suecia y en la sub-21, finalmente el 15 de noviembre de 2014 hizo su debut con la selección absoluta en un encuentro de clasificación para la Eurocopa 2016 contra Montenegro que finalizó con un resultado de empate a uno tras los goles de Zlatan Ibrahimović para Suecia, y de Stevan Jovetić para Montenegro. Además, tras participar en la clasificación para la Copa Mundial de Fútbol de 2018, el 15 de mayo de 2018 fue elegido por el seleccionador Janne Andersson para el equipo que disputaría el mundial.

### Goles internacionales
| # | Fecha                    | Estadio                           | Oponente    | Gol | Resultado | Competición                                          |
| - | ------------------------ | --------------------------------- | ----------- | --- | --------- | ---------------------------------------------------- |
| 1 | 15 de noviembre de 2016  | Groupama Arena, Budapest, Hungría | Hungría     | 0-2 | 0–2       | Amistoso                                             |
| 2 | 25 de marzo de 2017      | Friends Arena, Solna, Suecia      | Bielorrusia | 4–0 | 4-0       | Clasificación para la Copa Mundial de Fútbol de 2018 |
| 3 | 10 de septiembre de 2018 | Friends Arena, Solna, Suecia      | Turquía     | 1-0 | 2-3       | Liga de las Naciones de la UEFA 2018-19              |
| 4 | 5 de septiembre de 2021  | Friends Arena, Solna, Suecia      | Uzbekistán  | 2-0 | 2-1       | Amistoso                                             |
| 5 | 12 de enero de 2024      | Estadio Pafiako, Pafos, Chipre    | Estonia     | 2-1 | 2-1       | Amistoso                                             |

## Clubes
| Club                         | País     | Año       | Partidos | Goles |
| ---------------------------- | -------- | --------- | -------- | ----- |
| Karlslunds IF HFK            | Suecia   | 2009-2011 | 45       | 18    |
| IFK Norrköping               | Suecia   | 2011-2014 | 55       | 6     |
| Malmö FF                     | Suecia   | 2014      | 27       | 8     |
| Girondins de Burdeos         | Francia  | 2015-2017 | 36       | 4     |
| R. S. C. Anderlecht          | Bélgica  | 2017      | 25       | 2     |
| Waasland-Beveren (cedido)    | Bélgica  | 2017-2018 | 36       | 19    |
| Bayer 04 Leverkusen (cedido) | Alemania | 2018-2019 | 14       | 1     |
| R. S. C. Anderlecht          | Bélgica  | 2019-2020 | 12       | 1     |
| Malmö FF (cedido)            | Suecia   | 2020      | 34       | 17    |
| Kasımpaşa S. K. (cedido)     | Turquía  | 2021      | 22       | 9     |
| R. S. C. Anderlecht          | Bélgica  | 2021      | 8        | 1     |
| Baniyas Club                 | EAU      | 2021-2022 | 25       | 6     |
| Malmö FF                     | Suecia   | 2022-2025 | 137      | 62    |

## Palmarés

### Campeonatos nacionales
| Título                      | Club                | País    | Año  |
| --------------------------- | ------------------- | ------- | ---- |
| Allsvenskan                 | Malmö FF            | Suecia  | 2014 |
| Supercopa de Suecia         | Malmö FF            | Suecia  | 2014 |
| Primera División de Bélgica | R. S. C. Anderlecht | Bélgica | 2017 |
| Supercopa de Bélgica        | R. S. C. Anderlecht | Bélgica | 2017 |
| Allsvenskan                 | Malmö FF            | Suecia  | 2020 |
| Copa de Suecia              | Malmö FF            | Suecia  | 2022 |
| Allsvenskan                 | Malmö FF            | Suecia  | 2023 |
| Copa de Suecia              | Malmö FF            | Suecia  | 2024 |
| Allsvenskan                 | Malmö FF            | Suecia  | 2024 |

### Campeonatos internacionales
| Título          | Club                       | País            | Año  |
| --------------- | -------------------------- | --------------- | ---- |
| Eurocopa Sub-21 | Selección sub-21 de Suecia | República Checa | 2015 |

### Distinciones individuales
| Distinción                        | Año  |
| --------------------------------- | ---- |
| Máximo goleador de la Allsvenskan | 2023 |